# Nemoura minima
Nemoura minima är en bäcksländeart som beskrevs av Aubert 1946. Nemoura minima ingår i släktet Nemoura och familjen kryssbäcksländor. Inga underarter finns listade i Catalogue of Life.